# Eurypon lacazei
Eurypon lacazei är en svampdjursart som först beskrevs av Topsent 1891.  Eurypon lacazei ingår i släktet Eurypon och familjen Raspailiidae. Inga underarter finns listade i Catalogue of Life.